# Saint-Corneille

Saint-Corneille este o comună în departamentul Sarthe, Franța. În 2009 avea o populație de 1,077 de locuitori.